# Тиран-малюк омеловий
Тиран-малюк омеловий (Zimmerius parvus) — вид горобцеподібних птахів родини тиранових (Tyrannidae). Мешкає в Колумбії і Центральній Америці. Раніше вважався конспецифічним з північним тираном-малюком, однак за результатами молекулярно-генетичного дослідження, опублікованого у 2013 році, був визнаний окремим видом.

## Опис

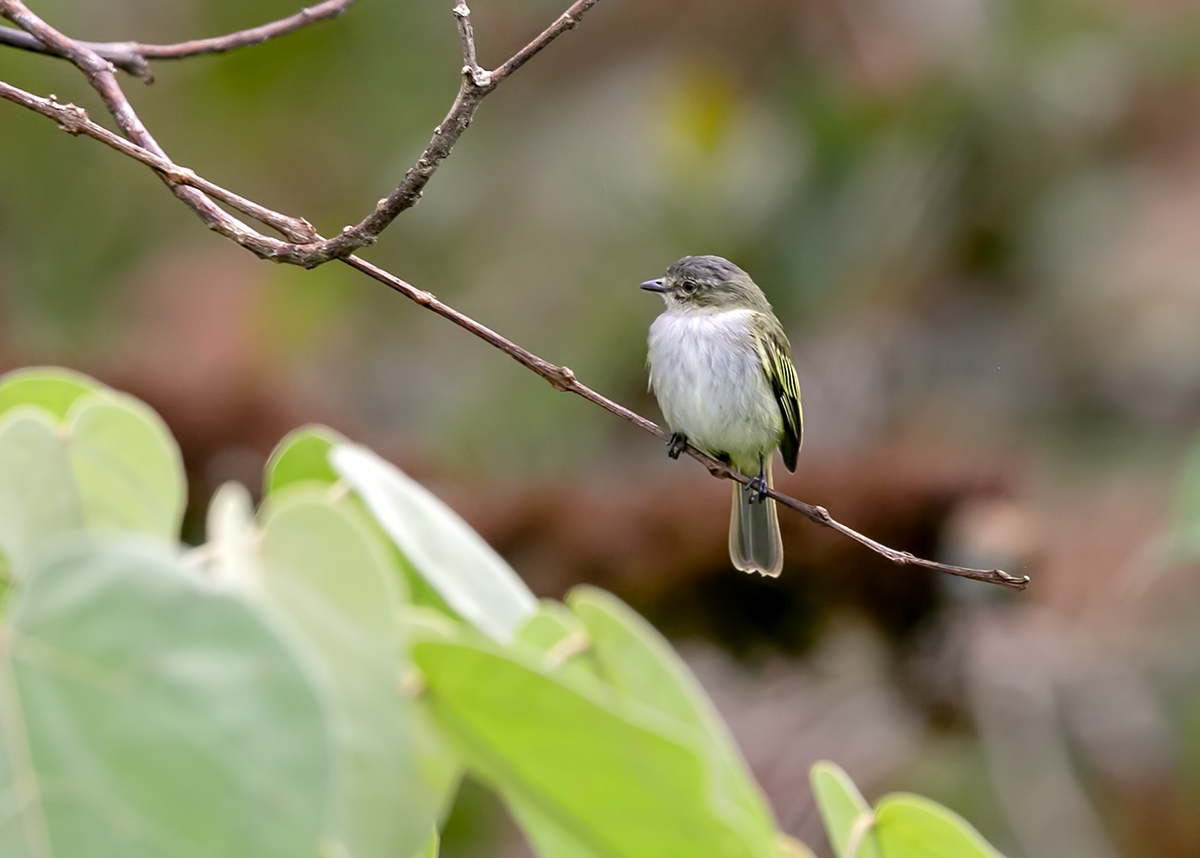
Омеловий тиран-малюк

Довжина птаха становить 11-12 см. Верхня частина тіла оливково-зелена, тім'я сірувате, над очима білі "брови", края крил жовті.

## Поширення і екологія
Омелові тирани-малюки мешкають на півночі і сході Гондурасу, в Нікарагуа, Коста-Риці і Панамі та на крайній півночі Колумбії (Чоко). Вони живуть в рівнинних і гірських вологих тропічних лісах, на узліссях, в садах і на плантаціях, на полях і пасовищах. Зустрічаються поодинці або парами, на висоті до 3000 м над рівнем моря. Іноді приєднуються до змішаних зграй птахів. Живляться плодами, зокрема омелою, ягодами і комахами, на яких чатують серед рослинності. Гніздо кулеподібне з бічним входом, зроблене з моху..